# Liste von Bergwerken in der Provinz Lüttich

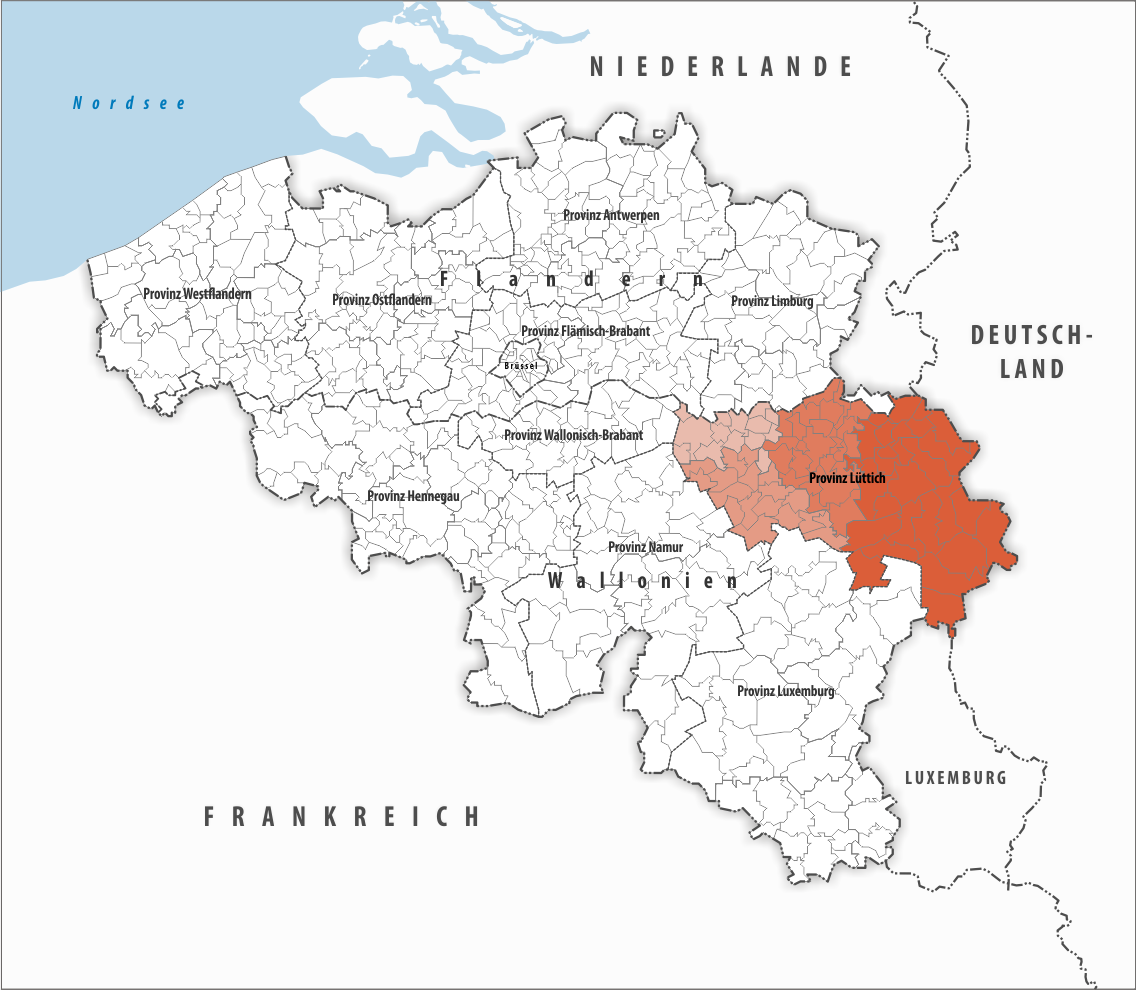
Provinz Lüttich

Die Liste von Bergwerken in der Provinz Lüttich umfasst die Bergwerke in der Provinz Lüttich, einer der fünf Provinzen Belgiens. Sie erhebt keinen Anspruch auf Vollständigkeit.

## Liste

### Amel
| Name         | Ortsteil        | Bergrevier | Beginn        | Ende | Teufe | Anmerkungen | Lage | Bild |
| ------------ | --------------- | ---------- | ------------- | ---- | ----- | --- | ---- | ---- |
| Himmelsfürst | Born/Deidenberg | Düren      | 24. Jul. 1895 |      |       | Gold; verliehen 28. Sep. 1896; bei Born und Deidenberg; lediglich Schurf (es existieren 14 weitere Verleihungen) |      |      |

### Büllingen
| Name         | Ortsteil   | Bergrevier | Beginn | Ende | Teufe | Anmerkungen                  | Lage | Bild |
| ------------ | ---------- | ---------- | ------ | ---- | ----- | ---------------------------- | ---- | ---- |
| Glücksanfang | Manderfeld | Düren      |        |      |       | Blei; zw. Auw und Manderfeld |      |      |
| Glückshöhe   | Manderfeld | Düren      |        |      |       | Blei                         |      |      |

### Burg-Reuland
| Name            | Ortsteil | Bergrevier | Beginn | Ende | Teufe | Anmerkungen | Lage | Bild |
| --------------- | -------- | ---------- | ------ | ---- | ----- | ----------- | ---- | ---- |
| Neu-Kalifornien | Reuland  | Düren      |        |      |       | Blei        |      |      |
| Zwergengrube    | Auel     | Düren      |        |      |       | Blei        |      |      |

### Lontzen
| Name        | Ortsteil          | Bergrevier | Beginn | Ende | Teufe | Anmerkungen                                             | Lage | Bild |
| ----------- | ----------------- | ---------- | ------ | ---- | ----- | ------------------------------------------------------- | ---- | ---- |
| Anfang      | Lontzen           | Düren      |        |      |       | Blei, Eisen, Zink                                       |      |      |
| Lontzen     | Lontzen           | Düren      |        |      |       | Zink; 150 m nordnordwestlich von Lontzen                |      |      |
| Rudof       | Lontzen-Rabotrath | Düren      |        |      |       | Zink; zwischen Hassenberg, Walheim, Walhorn und Lontzen |      |      |
| Poppeisberg | Lontzen           | Düren      |        |      |       | Zink                                                    |      |      |

### Kelmis
| Name       | Ortsteil                | Bergrevier | Beginn | Ende        | Teufe | Anmerkungen | Lage | Bild |
| ---------- | ----------------------- | ---------- | ------ | ----------- | ----- | --- | ---- | ---- |
| Altenberg  | Kelmis-Hergenrath       | Düren      | 1344   | 1884        |       | Galmei, Zink; auch Vieille Montagne genannt; Nachlesebergbau bis ins 20. Jh. |      |      |
| Auenberg   | Kelmis                  | Düren      |        |             |       | [ 7 ] |      |      |
| Erlenbach  | Kelmis-Neu-Moresnet     | Düren      | 1940   | 1945        |       | Zink; auch Eselbach genannt; zwischen der Grube Eschbroich und der Grube Mützhagen |      |      |
| Eschbroich | Kelmis-Moresnet         | Düren      |        |             |       | Zink |      |      |
| Fossey     | Kelmis-Neutral-Moresnet | Düren      | 1878   | 1923        | 200 m | Zink, Blei; ca. 1 km nordöstlich des Bahnübergangs Astenet; Luisenstollen; 3 Schächte |      |      |
| Mützhagen  | Kelmis-Neutral-Moresnet | Düren      |        |             |       | [ 11 ] |      |      |
| Prester    | Kelmis-Hergenrath       | Düren      |        |             |       | Brauneisenstein, Mangan |      |      |
| Schmalgraf | Kelmis-Neutral-Moresnet | Düren      | 1858   | 1. Mai 1932 |       | Zink (Galmei), Blei, Pyrit; in der Konzession Altenberg im Honbachtal; Oscarstollen; Vorkommen 1858 im Klosterschacht entdeckt; 2 Schächte; Abbau ab 1867; 290 m Teufe bei 7 Sohlen; 150 Arbeiter, davon 120 unter Tage; Gesamtförderung (1867–1932): 22.641 t Galmei, 333.654 t Schalenblende, 21.188 t Bleierz und 29.295 t Pyrit. | Lage |      |

### Plombières
| Name     | Ortsteil            | Bergrevier | Beginn     | Ende | Teufe | Anmerkungen | Lage | Bild |
| -------- | ------------------- | ---------- | ---------- | ---- | ----- | --- | ---- | ---- |
| Bleiberg | Plombières          | Düren      | 1365 (vor) | 1922 | 192 m | Zink, Blei, Silber; auch Bleyberg bzw. Plombières genannt; 6 km nordwestl. von Kelmis; 1827 neu verliehen; 1896 364 Belegschaftsmitglieder; Schacht mit 192 m Teufe | Lage |      |
| Hombourg | Plombières-Hombourg | Düren      | 1827 (vor) |      |       | 1827 neu verliehen |      |      |
| Montzen  | Montzen             | Düren?     | 1827 (vor) |      |       | 1827 neu verliehen |      |      |

### Sankt Vith
| Name                    | Ortsteil             | Bergrevier | Beginn | Ende | Teufe | Anmerkungen              | Lage | Bild |
| ----------------------- | -------------------- | ---------- | ------ | ---- | ----- | ------------------------ | ---- | ---- |
| Andler                  | Andler               | Düren      |        |      |       | Blei                     |      |      |
| Bocheit                 | Sankt Vith-Schönberg | Düren      | 1589   |      |       | Blei; neu verliehen 1608 |      |      |
| Gertrud-Willy           | Andler               | Düren      |        |      |       | Blei                     |      |      |
| Rechter Schieferstollen | Sankt Vith           | Düren      |        |      |       | Schiefer                 |      |      |
| Schneifel               | Andler               | Düren      |        |      |       | Blei                     |      |      |